# Berga (Carrega Ligure)
Berga is een plaats (frazione) in de Italiaanse gemeente Carrega Ligure.